# Harold Robbins
Harold Robbins (oprindeligt Harold Rubin) (21. maj 1916 i New York – 14. oktober 1997 i Palm Springs, Californien) var en amerikansk romanforfatter. Robbins' romaner er udgivet på over 30 sprog og menes at være solgt i sammenlagt over 750 millioner eksemplarer.
Harold Robbins har en stjerne på Hollywood Walk of Fame ud for adressen 6743 Hollywood Blvd. Stjernen er tildelt for hans mange filmmanuskripter.

## Romanerne
Harold Robbins var vældig produktiv og skrev mindst 35 romaner, hvoraf mange er filmatiseret. Af hans omfattende forfatterskab kan nævnes:
- Never Love A Stranger, 1948 (på dansk Verden er min fjende) (filmatiseret som Never Love A Stranger[1] i 1958)
- The Dream Merchants, 1949 (TV-film af samme navn[2] fra 1980)
- A Stone for Danny Fisher, 1952 (på dansk Nådesløse verden) (filmatiseret som King Creole[3] i 1958)
- Never Leave Me, 1954 (på dansk Gå ikke fra mig)
- 79 Park Avenue, 1955 (på dansk Verden venter på dig)
- Stiletto, 1960 (på dansk: Stiletten) (filmatiseret som Stiletto[4] i 1969)
- The Carpetbaggers, 1961 (filmet i 1964 som The Carpetbaggers[5] og igen i 1966 som Nevada Smith[6])
- Where Love Has Gone, 1962 (på dansk: Kærlighedens karrusel) (filmatiseret med titlen Where Love Has Gone[7] i 1964)
- The Adventurers, 1966 (på dansk Giganterne) (filmatiseret i 1969 med titlen The Adventurers[8])
- The Inheritors, 1969
- The Betsy, 1971 (på dansk Betsy) (filmatiseret i 1978 med titlen The Betsy[9])
- The Pirate, 1974 (på dansk: Piraten) (filmatiseret (TV-film) som The Pirate[10] i 1978)
- The Lonely Lady, 1976 (på dansk: Jerilee) (filmatiseret som The Lonely Lady[11] i 1983)
- Dreams Die First, 1977
- Memories of Another Day, 1979 (på dansk: En anden tid)
- Goodbye, Janette, 1981
- Spellbinder, 1982 (på dansk Forføreren)
- Descent from Xanadu, 1984 (på dansk Lad himlen vente)
- The Storyteller, 1985 (på dansk Glimmer)
- The Piranhas, 1986
- The Raiders, 1995
- The Stallion, 1996
- Tycoon, 1997
- The Predators, 1998
- The Secret, 2000
- Never Enough, 2001
- Sin City, 2002
- Heat of Passion, 2003